# عبد الله بن صباح بن جابر الصباح
الشيخ عبد الله بن صباح بن جابر الصباح (1740 - 3 مايو 1814 )، حاكم الكويت الثاني. تولى الحكم سنة 1762 بعد وفاة والده الشيخ صباح على الرغم من كونه أصغر إخوته إلا أنه كان يتصف بسرعة البديهة وصفاء الذهن والكرم وحسن السيرة والشجاعة.

## حياته
تولى الحكم بعد وفاة والده صباح الأول سنة 1175هـ/1762م، حيث قضى في إدارة حكم الكويت ما يقارب تسعة وثلاثين عاما، أنهى القسم الأخير منها بإصلاح البلد إلى أن توفي في يوم 12 جمادى الأولى عام 1229 هـ هجرية الموافق 3 مايو 1814.

## أهم الأحداث في عهده

### نزوح آل خليفة
بدأ جماعات من العتوب تهاجر من الكويت إلى جزيرة البحرين وسواحل قطر المقابلة لها حيث مغاصات اللؤلؤ. وفي تلك الفترة أسس عرب بنعلي (سليم والمعاضيد وهم فرع من العتوب) بلدة على الساحل الشمالي لقطر اسموها فريحة سنة 1166 هـ / 1753 م. ثم في سنة 1180 هـ / 1766 م كانت إحدى سفن الشيخ محمد بن خليفة آل خليفة زعيم آل خليفة وفيها أحد أبنائه راسية في الفلاحية، وكانت تحمل تمراً فهاجمها قطاع الطرق ليلا بهدف نهبها وقُتل أحد المهاجمين وهو من بني كعب، فغادرت السفينة بسرعة وعادت للكويت. فطلب الشيخ بركات أمير المحمرة تسليم ابن الشيخ محمد لأخذ الثأر منه لقتيلهم فرفض الشيخ محمد تسليم ابنه واقترح عليه الشيخ عبد الله بن صباح أن يأخذوا الابن في مسيرة ويذهبوا إلى بني كعب ويطلبوا منهم الصفح على أن يدفعوا لهم دية القتيل، فلم يوافق الشيخ محمد، على ذلك الرأي وقال إنه مستعد لدفع الدية مهما بلغت ولكنه لن يسلّم ابنه وخاصة أن بني كعب هم الذين بدأوا بالعدوان فاشتد الخلاف بين بني كعب والشيخ عبد الله نتيجة لذلك الرفض. مما دعا الأخير إلى الإلحاح على الشيخ محمد بتسليم ابنه على أساس أنه ليس في مقدورهم محاربة بني كعب فاستأذن الشيخ محمد آل خليفة من الشيخ عبد الله أن يسمح له ولعشيرته بالخروج، ويؤكد النبهاني هذه الرواية بينما تذكر روايات أخرى أن سبب النزوح هو عندما آل الحكم إلى عبد الله بن صباح في عام 1180 هـ/1766 م بعد وفاة والده، نشب خلاف بينه وبين ابن عمه وزوج أخته محمد بن خليفة بن محمد حيث يرى محمد أن الإمارة تتداول بينهم، فرفض عبد الله ذلك، فطلب الشيخ محمد من الشيخ عبد الله أن يسمح له ولعشيرته بالانتقال من الكويت إلى الزبارة وأن يحله من الحلف مقابل التنازل عن نصيبه من الأرباح، وقد قوبل عرضه بالإيجاب فانتقلوا إليها. وقد لحقهم الجلاهمة بعد أن امتنع الشيخ عبد الله الصباح من إعطائهم مستحقاتهم من الواردات ثم تطور الأمر بأن أجلاهم من الكويت فلحقوا بآل خليفة في الزبارة.

### احتلال البصرة
وفي سنة 1190هـ/1776م احتل جيش كريم خان الزندي حاكم بلاد فارس البصرة بعد حصار شديد بدأ في أبريل 1775م، واستمر احتلاله للمدينة حتى وفاته سنة 1193هـ/1779م. فانتقلت تجارة البصرة إلى الكويت، حيث بدأت السفن تفرغ بضائعها في الكويت بدلًا من البصرة، ومن ثم تنقل برًا إلى بغداد ودمشق وحلب، وكذلك هاجر الكثير من تجار البصرة إلى الكويت مما ترتب على ذلك رخاء مالي. وقد استخدمت شركة الهند الشرقية البريد الصحراوي إلى حلب عبر الكويت بدلاً من الزبير، واستمر هذا الإجراء طوال احتلال الفرس للبصرة حتى سنة 1779م. إلا أن هذا الطريق لم يكن آمنًا، ولم يكن على المسافرين أي رقابة، وقد ضاعت مرة حزمة من الرسائل في نهاية 1778م.

### معركة الزبارةوفتح البحرين
في سنة 1782 وقعت في قرية سترة البحرينية حادثة بين أتباع آل خليفة وأهالي المنطقة أدت إلى تدخل ناصر آل مذكور الذين جهزوا سفن حربية من إمارة بوشهر ورافقتها سفن بني كعب، وكانت تحتوي على خمسة آلاف مقاتل، فضربوا الحصار على المدينة ودارت معركة كبيرة الوطيس بين الطرفين، وأتت نجدات بحرية من الكويت إلى آل خليفة، فاشتركت بمداهمة سفن القيادة لتلك الحملة واستولت على أسلحتهم وأموالهم، ثم حاصر الأسطول الكويتي «قلعة المنامة» واشتركت مع قوات الزبارة في احتلال ما بقي من مدن البحرين وقراها وخلصوها من أيدي ناصر آل مذكور، وعُيّن آل خليفة حكام عليها.

### معركة الرقة
حصلت تلك المعركة سنة 1783 م مع بني كعب، وكانت المعركة في ساعة الجزر وصادف سكون الهواء بصورة مفاجئة حتى تعذر على السفن الكعبية الضخمة المسير واستوت على الطين، فدهم الكويتيون بسفن صغيره وهاجموا جميع السفن وانتصروا في تلك المعركة.

### لجوء متسلم البصرة إلى الكويت
في سنة 1202هـ/ أكتوبر 1787م أسندت متسلمية البصرة إلى مصطفى آغا فهم بإعلان الاستقلال، وأخذ يستميل ضباط الجيش إلى جانبه، وبذل إليهم الأموال والهدايا. ثم كتب كتابًا إلى الشيخ ثويني السعدون يخبره بعزمه عزل الشيخ حمود عن مشيخة المنتفق وإعادتها إليه، وقد كتب نفس الكتاب إلى الوزير سليمان باشا في بغداد. ولكن لم يفت سليمان باشا ماكان ينويه مصطفى آغا من هذا الطلب، فكتب إلى قبطان البحرية في البصرة يأمره بالقبض على مصطفى آغا سلميًا وعند عدم التمكن من ذلك فليقتله. فعلم متسلم البصرة بذلك الأمر فتل القبطان وأعلن التمرد على بغداد وذلك سنة 1203هـ/1788م. فخرج إليه سليمان باشا بجيش كبير، وفي طريقه قام بتأديب عشائر المنتفق، ففر الشيخ ثويني من وجهه فأعاد الشيخ حمود إلى مشيخة المنتفق وأكمل طريقه نحو البصرة. فلما علم المتسلم بوصول سليمان باشا بتلك القوة فر إلى الكويت سنة 1204هـ/1789م. فأرسل الباشا إلى الشيخ طالبًا منه تسليم اللاجئين إليه مع كافة الأموال التي معهم، ولكن الشيخ رفض طلبهم، إلا أنه لمح إلى مصطفى آغا ينصحه بالسفر إلى نجد بأمواله مع قافلة كانت تعتزم السفر إلى هناك تفاديًا من تسليمه إلى سليمان باشا، وأن يترك جزءًا يسيرًا من أمواله لتسليمها إلى الباشا ترضية له، فوافقه مصطفى آغا على ذلك. فكتب الشيخ عبد الله إلى سليمان باشا يخبره بمغادرة مصطفى آغا الكويت دون علمه، وقد أرسل له مع الكتاب ما تركه الآغا من أموال. فصرف الباشا النظر عن ذلك وعاد إلى بغداد.

### حملة ثويني السعدون
تعاون أهل الكويت مع حملة الشيخ ثويني بن عبد الله السعدون زعيم المنتفق التي وجهها ضد أهل نجد  سنة 1797. حيث خيّم بالجهرة لمدة ثلاثة أشهر حتى اكتملت جيوشه التي تقاطرت من الكويت والبحرين والزبير. وبعدها قسم جيشه بحيث يسير قسمًا منه بالسفن الكويتية إلى القطيف حاملاً الذخائر والمؤن، في حين زحف هو ببقية جيشه إلى الإحساء. إلا أن الحملة فشلت قبل أن تبدأ بسبب مقتل ثويني السعدون غيلة في الشباك بالحسا.

### الدولة السعودية الأولى
نمت الكويت في فترة قوة دولة بني خالد التي كانت حامية للمنطقة والحاجز الكبير الذي حفظ الكويت من الخطر الوهابي، فازدهرت التجارة فيها وانتعش اقتصادها، فلم تدخل الكويت في احتكاك مباشر مع الدولة السعودية الأولى حتى أواخر القرن الـ18 عندما تمكن الوهابيون من القضاء على قوة بني خالد. فاستقبلت الكويت لاجئين من أمراء بني خالد، حيث لجأ زيد بن عريعر ومعه إخوته وأتباعه إلى الكويت بعد طرده من الحكم سنة 1207هـ/1793م، والأمير عبد المحسن السرداح سنة 1210هـ/1795م. وكان من الطبيعي بعد أن استحوذ السعوديون على ممتلكات بني خالد أن يطالبوا بالكويت التي هي منطقة من مناطق نفوذ بني خالد، فبدأ السعوديون هجماتهم على الكويت، حيث حاول إبراهيم بن عفيصان (أحد قادة الدولة السعودية الأولى) في 1208هـ/1793م غزوها بجماعة من قبائل الخرج والعارض وسدير إلا أنها لم تثمر عن شيء بسبب دعم الوكالة البريطانية للكويتيين ضد تلك الحملة، وإن أسفرت عن مقتل ثلاثين رجلًا من أهالي الكويت والاستيلاء على أسلحتهم وماشيتهم. وبسبب تلك التهديدات، قام الكويتيون ببناء سورا حول عاصمتهم سنة 1212هـ/1797م.
وقامت حملة سعودية أخرى بقيادة مناع أبو رجلين على الكويت سنة 1212 هـ/1798م ولكنها لم تصب نجاحا. وردت الكويت بحملة قادها مشاري بن عبد الله آل حسين على القبائل الموالية للدولة السعودية ولكنها ارتدت بعد مقتل قائدها.
وفي سنة 1223هـ/1808م عندما أراد الوهابيون الإغارة على بغداد، طلب الأمير سعود من شيخ الكويت أن تدفع الكويت إتاوة لهم، فما كان من الشيخ عبد الله أن رفض الدفع، فسير عليه سعود جيشًا من 4000 مقاتل بقصد إرغامه على الدفع في يوليو 1223هـ/1808م، ولكن حملته فشلت في الاستيلاء على الكويت، وقد أرسل سليمان باشا والي بغداد هدايا إلى شيخ الكويت نظير موقفه الصلب من الوهابيين. ثم قامت حملة سعودية أخرى في 1224هـ/1809م على الكويت، عانى فيها الجانبان خسائر كثيرة في السفن والأرواح. وقد أعان الشيخ عبد الله الصباح البحرين في معركة خكيكرة التي انتصروا فيها ضد رحمة بن جابر الجلهمي المدعوم من السعوديين. وبالرغم من كثرة عمليات الدرعية على الكويت، إلا أن تلك الهجمات لم تؤدًِ إلى نتيجة إيجابية، فقام السعوديون بتحريض القواسم وإمام عمان للقيام بحملة بحرية ضد الكويت، ولكن أيًا منهما لم يجد أن هذا الغرض بستحق الجهد من جانبه. بالمقابل تمكنت الكويت في الأعوام التالية من إحراز نصر اقتصادي مهم ضد الدرعية وذلك حينما أدت المشاكل والحروب بين الدرعية والقبائل الأخرى في الإحساء إلى تحول تجارة الهند إلى أواسط الجزيرة من مجراه المعتاد عبر العقير والقطيف إلى الاتجاه الجديد عبر موانئ الكويت والبصرة.

### العلاقة مع سلطان عمان
قام سلطان مسقط سلطان بن أحمد بالاستيلاء على البحرين سنة 1800 أو 1801 بسبب عدم دفع البحرين الضريبة التي اعتادت دفعها لعمان، فطرد بعض رؤساء آل خليفة الذين لجأوا إلى الكويت فسمح لهم الشيخ عبد الله بالإقامة. ثم قام بعدها سلطان عمان بالتوجه نحو الكويت مهددًا حكامها بالقتال إن لم يدفعوا له الإتاوة بدورهم، ويرى بعض المؤرخين أن السلطان أخذ الإتاوة وغادر الكويت، في حين رأى آخرون أنه قدم الكويت على سبيل الاستعراض العسكري، ويبدو أنه حظي من شيخ الكويت على تكريم كان يراه حقًا على كل العتوب. ويرى أبوحاكمة أن قدوم سلطان عمان للكويت هو لانتزاع اعتراف شيخ مشايخ العتوب «الشيخ عبد الله بن صباح» بسلطة عمان على البحرين، وعلى ما يبدو أنه فشل في طلبه هذا. وعلى كل فقد عاد العتوب إلى البحرين وطردوا الوالي العماني منها، ولكنها لم تكن المحاولة الأخيرة لسلطان عمان، حيث عاد واستولى عليها سنة 1802 غير أنه فشل بالاحتفاظ بالجزيرة.

### أحداث أخرى
- في أواخر 1175هـ/1762م نزل أمير الأحساء سعدون بن عريعر بن دجين قريبا من الكويت، وقد كان متوجها لتعزية عبد الله في وفاة والده، فظنَّ الأهالي أنه يريد بها السوء. فخرج إليه عبد الله الصباح بعدد قليل ليكشف عما كان ينويه، وسرعان ما اكتشف حُسْن نيته فعاتبه سعدون على خروجه بهذا العدد القليل من الرجال دون الاحتياطات الكافية. فرد عليه الشيخ عبد الله أنه آتٍ لملاقاة أخيه الأكبر وأنه واثق من حسن نواياه.[6]
- في سنة 1181هـ/1768م وقع في نجد أول القحط المعروف بسوقة غارت فيها الآبار وغلت الأسعار ومات كثير من الناس جوعًا ومرضا وجلا أكثر الناس في هذه السنة والتي تليها إلى الزبير والبصرة والكويت وغيرها.[31]
- في سنة 1187هـ/1773م وقع وباء عظيم في البصرة وبغداد والزبير والكويت ولم يبقَ من أهلها إلا القليل.[32]
- انتقال المخزن التجاري البريطاني من البصرة إلى الكويت سنة 1793 لمدة عامين.
- في سنة 1198هـ/1782م وبعد خروج الفرس من البصرة تقدم شخص إلى المحكمة الشرعية بالبصرة وادعى بأن كانت له سفينة نوع «بتيل» وقد سرقت منه أيام العجم، وذهب إلى القرين -إسم الكويت في ذلك الوقت- فرأى البتيل عند المدعى عليه، فتقدم بشكواه عند شرع أهل القرين فلم يحكم له، فذهب إلى الشيخ عبد الله بن صباح، فقال له: أنت من أهل البصرة ويمكنك أن تتحاكم معهم عند شرع أهل البصرة.[33]
- في 17 شوال 1213هـ/24 مارس 1799م نزل حسين قلي خان شقيق فتح علي شاه حاكم الدولة القاجارية بجيش عظيم على ميناء بوشهر، فلم يقو أهالي المدينة وجلهم من العرب على مقاومته. لذا فقد هرب معظمهم بنسائهم وأطفالهم على عجل، تاركين ورائهم بيوتهم وأملاكهم وهم في حالة من الذعر، وركبوا المراكب الخشبية الصغيرة وتوجه معظمهم نحو الكويت، والباقي نحو البصرة وأماكن أخرى.[34]

## القضاء في الكويت
كان نظام الحكم في الكويت هو ان يتولى الحاكم تصريف أمور الحاضرة والبادية، في حين يقوم القاضي بالحكم في المواضيع الدينية. فكان أول من تولاها  في الكويت في القرن 18م هو محمد بن عبد الله الفيروز الذي قدم من الأحساء، وتلاه الشيخ أحمد عبد الله العبد الجليل الذي تولى القضاء من 1722-1756م. ثم خلفه زوج ابنته محمد بن عبد الرحمن العدساني الذي تولى القضاء من سنة 1170هـ/1756م حتى وفاته سنة 1197هـ/1783م، ثم خلفه ابنه محمد بن محمد العدساني الذي تولى القضاء من سنة 1197هـ/1783م حتى 1208هـ/1793م ثم خلفه الشيخ محمد صالح سنة 1793م واستمر في عمله حتى سنة 1810م عندما أسند الشيخ عبد الله المهمة إلى الشيخ علي بن عبد الله الشارخ من أهالي الزبير، واستمر في عمله حتى وفاته سنة 1813م، فعاد الشيخ محمد صالح العدساني لتولي مهمة القضاء حتى وفاته سنة 1818م.

## أبناؤه
له ابن وبنت فقط، وهم الشيخ جابر، والشيخة مريم.

وكان ابنه جابر على خلاف معه ناتج عن تهور وتحمس الولد الشاب واندفاعه بميوله لاستعمال القوة والعنف والتسرع في إتخاذ القرار، وهذه الأمور أدت إلى انسحابه وتركة الكويت في عام 1810 وتوجهه إلى البحرين، وبقي هناك إلى أن توفي والده. بينما ابنته مريم فمنها انطلق لقب «إخوان مريم» والذي يطلق على أبناء الأسرة.